# Le Songe du chevalier
Pour les articles homonymes, voir Le Songe (homonymie).
Le Songe du chevalier est un tableau (17,80 × 17,60 cm), peint vers 1503/1504 par Raphaël, actuellement conservé à la National Gallery de Londres. Ce tableau allait probablement de pair avec celui des Trois Grâces de mêmes dimensions et conservé au Musée Condé de Chantilly.

## Historique

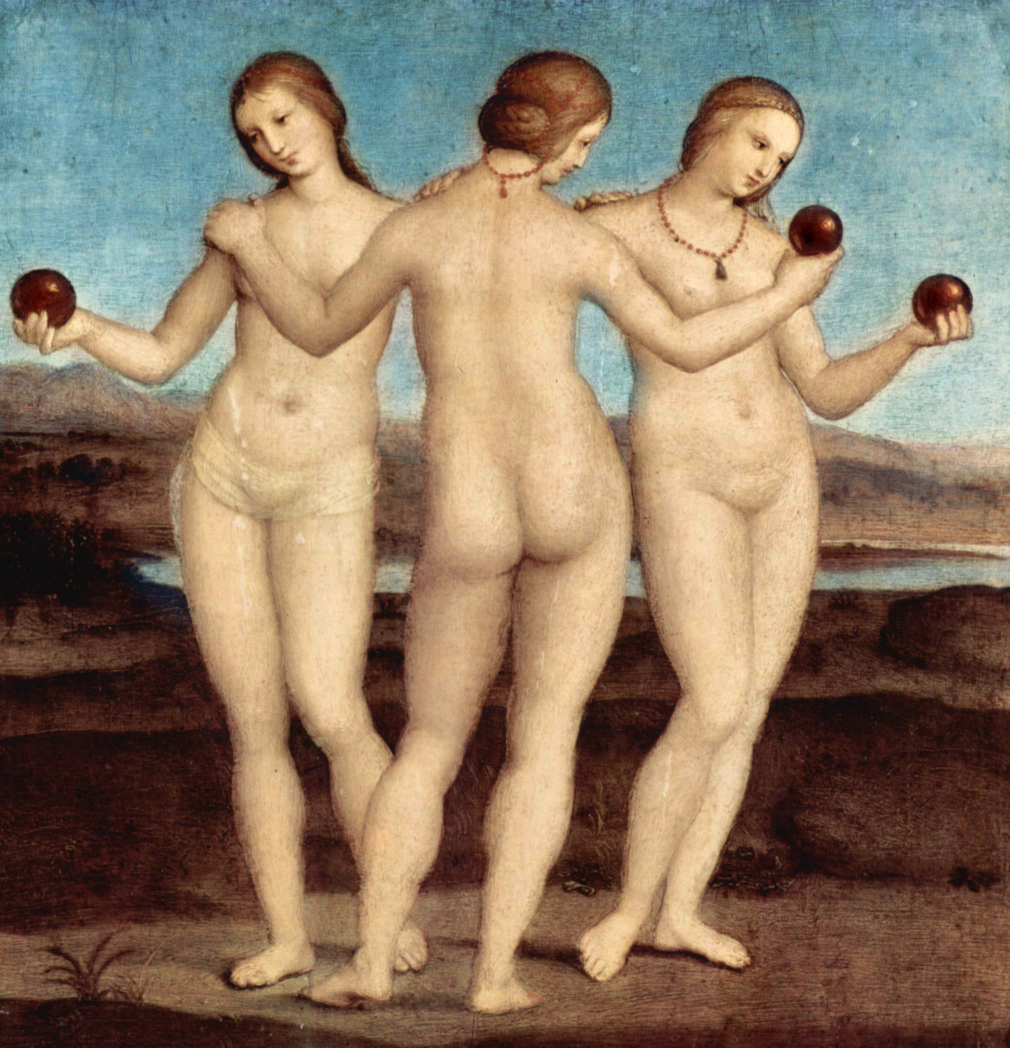
Les Trois Grâces (1504-1505).

Selon Cecil Gould, le paysage du Songe du chevalier est directement inspiré de la peinture florentine et a été réalisé sans doute après un déplacement à Florence du maître auprès de Pier Soderini, alors qu'il travaille à l'atelier du Pérugin à Urbino à la fin de 1504.
Des propositions de datation plus récentes citent la date 1503 ou une date très proche, quand l'artiste se rendit à Rome pour un bref séjour à l'occasion de la consécration du pape Jules II.
Des mêmes dimensions que le tableau Les Trois Grâces, actuellement conservé au Musée Condé de Chantilly, il en constituait peut-être, soit le pendant dans un diptyque, soit le revers. Ils sont mentionnés pour la première fois dans un inventaire de la collection Borghese en 1633 mais ils étaient sans doute déjà séparés l'un de l'autre.
Le tableau resta dans la Villa Borghèse jusqu'à la fin du XVIIIe siècle. La famille Borghèse vendit alors cette œuvre qui, emmenée au Royaume-Uni, fit ensuite partie de la collection Ottley et d'autres collections privées avant de rejoindre le National Gallery qui l'acheta en 1847.
Il existe un carton préparatoire du tableau, avec des petits trous tout autour des bords du dessin conservé au British Museum qui est un gage de l'attribution certaine à Raphaël.

## Thème, hypothèses et inspirations
Le thème présenté reste énigmatique et a fait l'objet de plusieurs interprétations.
Certains historiens d'art estiment que le chevalier endormi représenterait Scipion l'Africain (236/184 av. J.-C.), en train de rêver de choisir entre la Vertu (Virtus) représentée par Pallas (derrière laquelle se trouve un chemin abrupt et rocheux) et le Plaisir (Voluptas), représenté par Vénus portant une robe ample.
Elles lui offrent les attributs idéaux à ses devoirs : l'épée (l'art militaire ou la vie active), le livre (la Connaissance, l'étude, c'est-à-dire la vie contemplative) et la fleur (l'Amour). Les deux figures allégoriques ne semblent pas être opposées car entre les deux sont mises en évidence par l'axe du petit arbre au centre.
Les Grâces représenteraient l'aboutissement du choix du cavalier, avec les pommes des Hespérides offertes comme récompense.
Une des plus célèbres interprétations est celle d'Erwin Panofsky. Selon lui, le chevalier représenté sur le tableau du diptyque serait Scipion l'Africain et sur l'autre il s'agirait d'une représentation des Hespérides, tenant leur pomme comme une récompense faite au héros. L'ensemble aurait donc été peint pour Scipion di Tommaso Borghese à l'occasion de sa communion en 1500, alors que cette famille et le peintre résidaient alors à Sienne. Raphaël travaillait alors à la bibliothèque de la cathédrale de la ville qui conservait alors une statue antique représentant ce même thème.
Selon d'autres historiens de l'art plus contemporains, l'hypothèse du diptyque est remise en cause par la différence de taille des personnages entre les deux tableaux. Selon eux, les deux tableaux formaient une paire, et non un diptyque. Les trois femmes seraient des représentations de servantes de Vénus, présentant les pommes d'or comme symboles de la Vertu du héros de l'autre tableau.

## Sources
- (it) Cet article est partiellement ou en totalité issu de l’article de Wikipédia en italien intitulé « Sogno del cavaliere » (voir la liste des auteurs).